# Ottó Boros

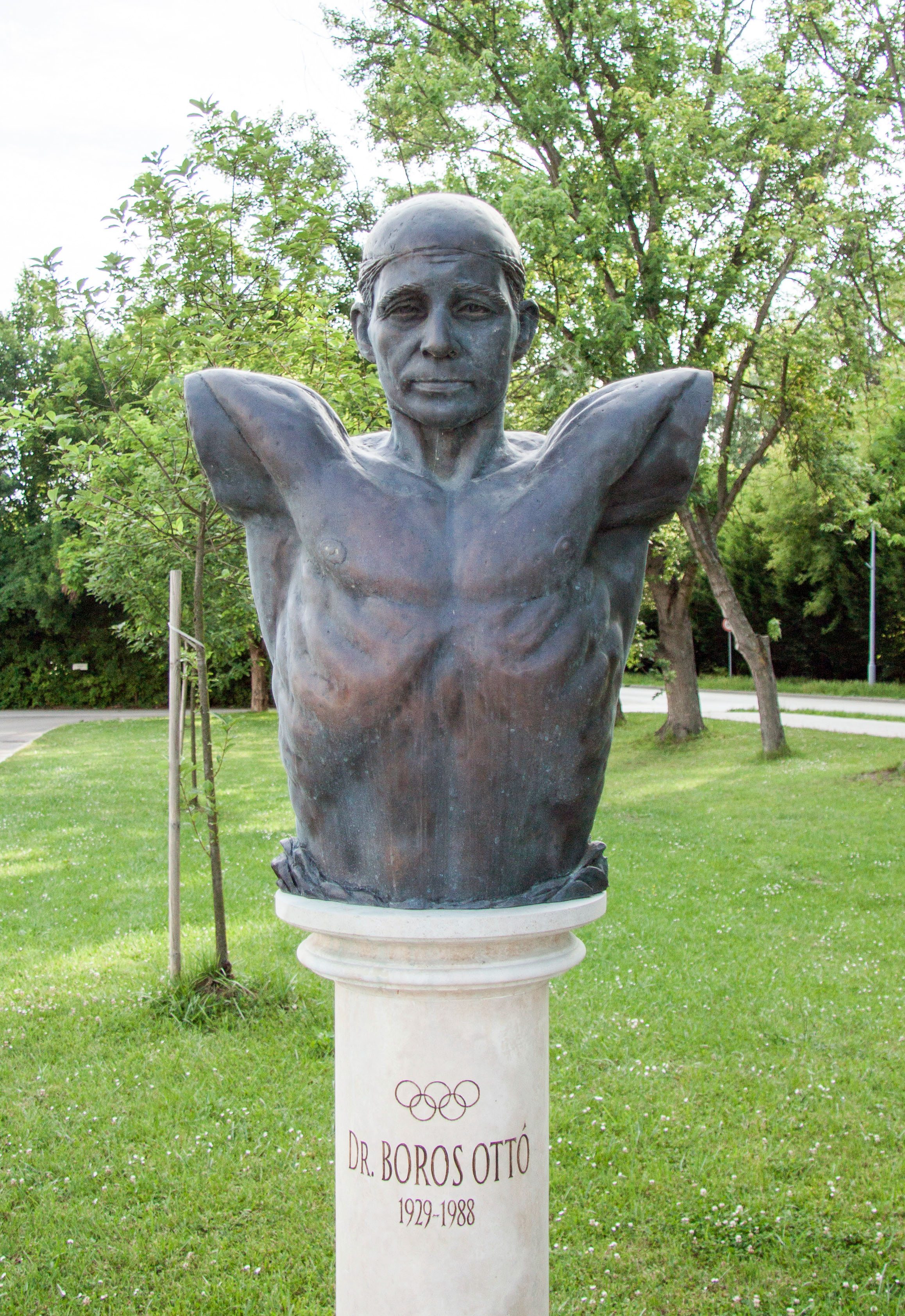
Büste von Ottó Boros

Ottó Boros (* 5. August 1929 in Békéscsaba; † 18. Dezember 1988 in Szolnok) war ein ungarischer Wasserballer.
Ottó Boros bestritt 101 Länderspiele für Ungarn. Er wurde mit der ungarischen Wasserball-Nationalmannschaft 1956 und 1964 Olympiasieger und gewann bei den Spielen 1960 Bronze. 1954, 1958 und 1962 wurde Boros mit der ungarischen Mannschaft Europameister. 
Nachdem 1956 der Ungarische Volksaufstand blutig niedergeschlagen worden war, gehörte Boros zu den fünf Spielern, die nach den Olympischen Spielen 1956 unmittelbar nach Ungarn zurückkehrten.